# Giovanni Piaz

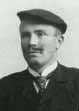
Tita Piaz

Giovanni Battista „Tita“ Piaz (* 13. Oktober 1879 in Pera di Fassa; † 5. August, nach anderer Quelle am 6. August 1948 ebenda), genannt auch Teufel der Dolomiten, war ein berühmter italienischer Bergführer und Bergsteiger aus dem Fassatal (Dolomiten).

## Leben
Piaz wurde im Fassatal geboren und sollte sein ganzen Leben in diesem Tal verbringen. Er begann eine Ausbildung zum Lehrer, wurde aber von der Bozner Lehrerbildungsanstalt ausgeschlossen nachdem er nach Zechkumpane nicht preisgeben wollte. Piaz war nicht nur ein Mann der Berge, er war auch ein politischer Mensch. Politisch eher links stehend schloss er sich der Irredentabewegung an. Das bescherte ihm Ärger mit den Behörden im damals zu Österreich-Ungarn gehörenden italienischsprachigen Teil Tirols. Es folgte der Erste Weltkrieg, den Piaz in einer Strafkompanie an der Ostfront erlebte. Körperlich unversehrt kehrte er hernach zurück in seine nun italienische Heimat. Nach dem Militärdienst heiratete Piaz Marietta, die Wirtin der Vajolethütte und arbeitete als Bergführer. Piaz hat eine Tochter, die in Deutschland lebt.
Piaz ging zur Jagd und nahm an Theateraufführungen teil. Er gründete in Pera ein Laientheater, dessen Aufführungen gut besucht waren. Als er auch Frauen in das Ensemble aufnimmt, war das zu jener Zeit ein Skandal, der dazu führte, das die Besucher ausblieben. Er wurde 1920 zum Ortsvorsteher des Oberen Fassatals ernannt. Mit der Machtergreifung der Faschisten ging er in Opposition zu diesen. Es folgten Verhaftungen. 1944 wurde er zum Tode verurteilt und wartete Monate auf seine Hinrichtung bevor er befreit wurde.  Er übernahm das Amt des Bürgermeisters in seinem Heimatort, setzte sich bei den Alliierten für die politischen Gegner von einst ein und kämpfte zusammen mit kirchlichen Organen gegen die Armut in seinem Tal an. Auf Piaz geht auch die Gründung der offiziellen Rettungsorganisation in den italienischen Alpen zurück.
Piaz galt als intelligent, belesen und selbstironisch; helfen war für ihn eine Selbstverständlichkeit. Er setzte sich aber auch über viele Konventionen seiner Zeit hinweg, er war im Grunde seines Herzens ein Anarchist. Er galt als einer der besten Kletterer seiner Zeit und als einer der schillerndsten Persönlichkeiten der Alpinismusgeschichte. Dies zeigte sich auch in seinem Ruf: er galt als der „Teufel der Dolomiten“. Einerseits wegen seiner kühnen Besteigungen und seiner Haltungen, andrerseits durch Piaz selbst: so hatte er einen Hund namens Satan, der vorzugsweise Polizisten biss.
Am 5. oder 6. August 1948 verstarb Tita Piaz an den Folgen eines Fahrradunfalls, den er in seinem Heimatort Pera di Fassa erlitt.

## Alpinistische Karriere
Mit 14 Jahren begann Piaz mit dem Klettern. Nach ihm wurde das Piazen benannt, eine Zug-Druck-Technik, mit der man bestimmte trittlose Kletterpassagen überwinden kann (in Italien und Frankreich wird diese Technik Dülfern genannt). Piaz blieb zeit seines Lebens Felskletterer. 50 Erstbegehungen in den Dolomiten werden ihm zugerechnet. Er war an über 100 Rettungseinsätzen für verunglückte Bergsteiger beteiligt.
Als Bergführer unternahm er mit dem belgischen König Albert I. die 14. Begehung der Preußwand (V. Schwierigkeitsgrad) in der Ostwand des Campanile Basso (2883 m).
Erstbegehungen (Auswahl):
- Punta Emma, Nordost-Wand, Piazriss, 1900[6]
- Totenkirchl, Westwand, Piazwandl, 1908[6]
- Delagokante an den Vajolet-Türmen, 1911, mit Irma Glaser und Francesco Jori, heute eine der meistbegangenen Kletterrouten dieser Berggruppe[7]
- Pordoispitze, Punta Roma, Südverschneidung, 1933[6]

## Mauerhakenstreit
Im Mauerhakenstreit von 1911/1912 stellte sich Piaz in der Sache gegen seinen Freund Paul Preuß. Preuß postulierte, dass das Seil und der Mauerhaken (zur damaligen Zeit waren es nur Eisenstifte, die in Felsspalten geschlagen wurden) nur für den Notfall als Sicherungsmittel, nicht aber als ständiges Sicherungs- oder gar Fortbewegungsmittel zum Klettern dienen dürften. Diese Ansicht kommentierte Piaz mit den Worten: „Wir wollen lieber vier oder 20 Meter am sichernden Seil hängen (vielleicht mit gebrochenem Bein), als daß die Raben im dunklen Abgrund Schmaus an unseren Leichen halten“. Piaz lehnte es aber ebenso wie Preuß ab, Seil und Haken – im Sinne des „technischen Kletterns“ der 1950er Jahre – als Fortbewegungsmittel zu benutzen.
20 Jahre nach Preuß’ Tod errichtete Tita Piaz die kleine Preuß-Hütte im Rosengarten zum Gedenken an seinen Freund und einen großen Alpinisten.

## Werke
- Mezzo secolo di alpinismo. Licinio Cappelli, Bologna 1947.
- Dolomiten, meine Freiheit. Hallwag, Bern 1966, (Übersetzung des Originaltitels: A tu per tu con le crode. Licinio Cappelli, Bologna 1949).